# Jürgen Maaßmann
Jürgen Maaßmann (* 16. September 1976) ist ein ehemaliger deutscher Basketballspieler und jetziger Sportlehrer, Dozent, Sporttherapeut und Trainer.

## Laufbahn
Der aus Merzen stammende Maaßmann spielte Basketball beim Bundesligisten BG Bramsche/Osnabrück, in der Saison 1995/96 beim Zweitligisten Oldenburger TB und ab 1996 beim Rhöndorfer TV in der Bundesliga. 1999 verkaufte man die Erstligalizenz an den neuen Verein Skyliners Frankfurt. Maaßmann hingegen blieb den Rhöndorfern bis 2001 treu, die in der zweiten Liga weiterspielten. Der 2,04 Meter große Innenspieler war ab der Saison 1999/2000 in Rhöndorf Leistungsträger der Mannschaft, die in der Zweitligaspitze mitspielte, die 2000 das Final Four im Pokal erreichten und 2001 Meister wurden.
In der Saison 2001/02 stand Maaßmann im Kader des Zweitligisten SSV Ulm. 2002 wechselte er zum Zweitligakonkurrenten USC Heidelberg. Dort wurde er Mannschaftskapitän und blieb bis zum Ende der Saison 2006/07. Maaßmann, der in Heidelberg Sportwissenschaft, Pädagogik und öffentliches Recht studierte, 2007 mit der Auswahl der Universität Heidelberg und der SRH-Hochschule Deutscher Hochschulmeister.
Ab dem Spieljahr 2007/08 fungierte er als Spielertrainer für den SV Oberelchingen in der 2. Regionalliga, später dann in der 1. Regionalliga. Maaßmann blieb bis 2014 als Spielertrainer beim SV Oberelchingen.
Im Sommer 2014 trat er das Amt des Herrentrainers beim Heidenheimer SB an. Von 2014 bis 2017 war er im weiblichen Bereich Trainer des Bezirks IV des Basketballverbandes Baden-Württemberg. Beruflich wechselte er 2014 zu der TSG Giengen und gründete dort die Kindersportschule (KiSS) Giengen, die er bis dato leitet.
Er verfasste gemeinsam mit Oliver Mayer den „Leitfaden Minibasketball“, den der Deutsche Basketball Bund (DBB) im Sommer 2017 herausbrachte. Im Rahmen von Fortbildungsveranstaltungen der „Minitrainer-Offensive“, eine Lehrreihe des DBB, gehörte Maaßmann zu den Referenten. Er entwickelte, gemeinsam mit Oliver Mayer, die zertifizierte Mini-Trainer Ausbildung, bei der auch als Dozent referiert. 2018 wurde er Minireferent des baden-württembergischen Basketballverbandes. Er erlangte eine Zusatzqualifikation am OSInstitut für Bewegung für Orthopädie und Sportmedizin in München.